# Smørrebrød
Smørrebrød (z dánského smør, tj. máslo, a brød, tj. chleba) je dánský otevřený sendvič a druh chlebíčku, který sestává z hutného tmavého žitného chleba (rugbrød) s máslem, ozdobeného dalšími potravinami (např. kousky masa či ryby, sýrem, vajíčky) a oblohou z čerstvé či nakládané zeleniny.